# Мученики Аламо, или Рождение Техаса
«Мученики Аламо или рождение Техаса» (англ. Martyrs of the Alamo or The Birth of Texas) — американский немой фильм, вышедший на экраны в 1915 году. Одна из первых кинопостановок событий борьбы за крепость Аламо, произошедшей 23 февраля — 6 марта 1836 года.

## Преамбула в фильме
Историческая драма, вызванная кризисом в Мексике в 1835—1836 годах, об обороне и падении Аламо, которые, в конечном счёте, привели Техас к независимости и позже к образованию самого большого штата в союзе североамериканских штатов.
Причина революции в Техасе: Антонио Лопес де Санта-Анна, избранный президентом Мексики в 1833 году, вскоре был объявлен своей армией диктатором вопреки конституции страны 1824 года, которая предусматривала республиканскую форму правления. Свободолюбивые американцы, которые создали колонию в Техасе, отказались признать власть Санта-Анны. Они потребовали возвращения Мексики в рамки конституции и создания в Техасе правительства штата. Санта-Анна пересёк границу, чтобы сокрушить этот опасный дух революции. Но он должен был считаться с неустрашимой доблестью выносливых американских пионеров того времени, времени, вписавшего на страницы истории имена Крокетта, Боуи, Тревиса, Дикинсона, Хьюстона и «Глухого» Смита.

## В ролях
| Актёр           | Роль                        |
| --------------- | --------------------------- |
| Уолтер Лонг     | Антонио Лопес де Санта-Анна |
| Том Уилсон      | Сэм Хьюстон                 |
| Алан Сирс       | Дэвид Крокетт               |
| Альфред Паджет  | Джеймс Боуи                 |
| Джон Т. Диллон  | полковник Уильям Тревис     |
| Сэм Де Грасс    | «Глухой» Смит               |
| Фред Бёрнс      | капитан Алмарон Дикинсон    |
| Ора Кэрью       | Сюзанна Дикинсон            |
| Хуанита Хансен  | дочь старого солдата        |
| Дуглас Фэрбенкс | техасский солдат Джо        |
| Монти Блю       | защитник Аламо              |